# Der Bandit und die Königin
Der Bandit und die Königin (Originaltitel The Bandit of Sherwood Forest) ist ein US-amerikanischer Abenteuerfilm von Henry Levin und George Sherman aus dem Jahr 1946. In den Hauptrollen agieren Cornel Wilde, Anita Louise, Jill Esmond und Edgar Buchanan. Der Film wurde von Columbia Pictures produziert und basiert auf dem Roman Son of Robin Hood von Paul A. Castleton, erschienen 1940 in New York.

## Handlung
England im Jahr 1216: Der Regent William of Pembroke regiert mit harter Hand. Der Earl of Huntington, der frühere Robin Hood, versammelt seine alten Gefährten um sich, um die Tyrannei zu beenden. Auch seinen Sohn Robert of Nottingham zitiert er zu sich.
Als der Earl sich öffentlich gegen die Pläne des Regenten stellt, die Magna Carta abzuschaffen, wird er verbannt. Er kann die Mutter des Königs noch warnen, dass der junge König in Gefahr sei und sein Sohn Robert ihn beschützen werde. Dann macht er sich auf zu seinen Männern im Sherwood Forest.
William of Pembroke lässt den König in ein Turmzimmer sperren, um sich den Thron anzueignen. Catherine Maitland, eine Hofdame der Königin, will mit der Königin zu Robin Hood fliehen. Als Küchenmägde verkleidet werden sie von Robert im Wald aufgefunden. Er bringt sie zur Hütte von Mutter Meg.
Robert wird von Robin Hoods Männern aufgegriffen. Robin Hood stellt seinen Männern den ihnen noch unbekannten Robert vor. In Megs Hütte erkennt Robin die Königin. Allan-A-Dale schleicht ins Schloss und erfährt von Pembrokes Plänen, den König töten zu wollen. Robert gelingt es mit Catherines Hilfe, die sich als Priorin verkleidet hat, ins Schloss zu gelangen.
Lord Fitz-Herbert trifft in einem Gasthaus auf die echte Priorin und eilt ins Schloss um Alarm zu schlagen. Robert hat indessen mit einem Pfeil ein Seil durch das Turmfenster geschossen, hinter dem der König in einer Zelle eingeschlossen ist. Pembrokes Männer können die Flucht des Königs nicht verhindern, jedoch werden Robert, Allan und Catherine gefangen genommen.
Pembroke klagt die drei der Entführung des Königs an und fordert ihren Tod. Robert gibt sich als Sohn Robin Hoods zu erkennen und fordert ein Duell, was Pembroke akzeptiert. Das Duell soll in drei Tagen stattfinden, in der Zwischenzeit erhalten die Gefangenen weder Wasser noch Nahrung.
In der Nacht vor dem Duell umstellen Robin Hoods Männer das Schloss und überwältigen die Wachen. Als Robert im Duell zu siegen droht, ruft Pembroke seine Soldaten zu Hilfe. Diese haben jedoch gegen Robin Hood und seine Männer keine Chance. Robert besiegt Pembroke, der König nimmt seinem Platz auf dem Thron wieder ein und befiehlt Robert, Lady Catherine zu heiraten.

## Produktion

### Produktionsnotizen
Gedreht wurde vom 20. März bis zum 21. Mai 1945 auf der Ranch von Ray Corrigan in Simi Valley.
Stephen Goosson und Rudolph Sternad waren die Art Directors, Jean Louis der Kostümbildner. Morris Stoloff übernahm die musikalische Leitung des Orchesters.
In kleinen Nebenrollen sind Mark Roberts als einer von Robin Hoods Männern, Harry Cording als Wächter und Harry Wilson als Gesetzloser zu sehen.
In der New York Times konnte man im April 1945 lesen, dass Columbia gezwungen war, den Titel dieses Films von The Son of Robin Hood in The Bandit of Sherwood Forest zu ändern, da MGM Protest erhoben hatte, da die Rechte an dem Namen Robin Hood im Besitz des Studios seien. The Hollywood Reporter berichtete im selben Monat, dass ein speziell entwickelter Hubschrauber mit Kamerahalterungen im Cockpit zum Einsatz käme, um die Szenen zu filmen, in denen Robins Männer das Schloss einnehmen und dass dies einer der ersten Einsätze eines Hubschraubers für derartige Filmaufnahmen sei.

### Veröffentlichung
Die Premiere des Films fand am 10. Januar 1946 in London statt. In den USA startete er am 21. Februar 1946. In der Bundesrepublik Deutschland kam er am 9. Februar 1951 mit dem Untertitel Der Sohn von Robin Hood in die Kinos.
Der Film ist inzwischen auch mit einer deutschen Tonspur auf DVD erschienen.

## Synchronisation
- Cornel Wilde: Marco Kröger
- Edgar Buchanan: Harald Halgardt
- Henry Daniell: Manfred Reddemann
- George Macready: Klaus-Peter Kaehler
- Russell Hicks: Gottfried Kramer
- Ian Wolfe: Harald Pages

## Kritiken
Das Lexikon des internationalen Films schrieb: „Abenteuerliches Märchen vor dem historischen Hintergrund des 13. Jahrhunderts.“
Der TV Guide befand, dass die schönen Farbaufnahmen, die annehmbar aussehenden Filmsets und die gute Besetzung mit Charakterdarstellern über einen durchschnittlichen Plot hinweghelfe.
Die Variety bemängelte eine merkliche Unbeholfenheit des Drehbuchs, der Produktion und der Regie. Der Film sei als realitätsfernes Filmmärchen für nicht allzu kritische Zuschauer in Ordnung.
Bosley Crowther schrieb in New York Times, Cornel Wilde sei ebenso schneidig mit seinem gewinnenden Lächeln wie auch er auch ein tugendhafter Bandit sei. Anita Louise sei schön, wenn auch vielleicht ein bisschen koketter, als eine Lady sein sollte. Alle anderen, einschließlich Russel Hicks als älterer Robin Hood, würden sich mit pittoresker Extravaganz in ihre Rollen stürzen.
Derek Winnert stellte fest, dass Henry Daniell als Regent, Edgar Buchanan als Bruder Tuck, John Abbott als Will Scarlet, Lloyd Corrigan als Sheriff Robert von Nottingham, Ray Teal als Little John und George Macready als Fitz-Herbert die Szenen mit klangvollen Namen an sich reißen und aufheitern würden, es sich aber doch nur um einen Routine-Abenteuerfilm handeln würde. Die Produktionswerte von Columbia Pictures seien hoch in diesem attraktiven Technicolor-Film mit einem elegant aussehendem Design. Winnerts Vermutung ging dahin, dass das britische Publikum diese amerikanische Version mit altem Englisch wahrscheinlich nicht sehr zu schätzen wisse.